# Zuid-Denemarken
De regio Zuid-Denemarken (Deens: Region Syddanmark) beslaat het zuiden van Jutland en het eiland Funen, met inbegrip van de kleinere eilanden ten zuiden van Funen zoals Ærø en Langeland. De hoofdstad van de regio, Vejle is aan de oostkant van Jutland gesitueerd.
De indeling in regio's vervangt vanaf 2007 de Deense provincie-indeling. De regio Zuid-Denemarken omvat het gebied van de oude provincies Zuid-Jutland, Ribe, Funen en een deel van de provincie Vejle.
Het zuidelijkste deel van de regio, grofweg de huidige gemeenten Tønder, Aabenraa, Sønderborg en Haderslev, het historische Noord-Sleeswijk, maakte tussen 1864 en 1920 deel uit van Pruisen.

## Gemeenten
De regio Zuid-Denemarken bestaat uit de volgende gemeenten (inwoners:2017):
| Naam            | Inwoners |
| --------------- | -------- |
| op de eilanden  |          |
| Ærø             | 6.177    |
| Assens          | 41.390   |
| Faaborg-Midtfyn | 51.376   |
| Kerteminde      | 23.774   |
| Langeland       | 12.578   |
| Middelfart      | 38.093   |
| Nordfyn         | 29.446   |
| Nyborg          | 32.142   |
| Odense          | 200.563  |
| Svendborg       | 58.510   |
| in Jutland:     |          |
| Aabenraa        | 59.003   |
| Billund         | 26.481   |
| Esbjerg         | 115.905  |
| Fanø            | 3.345    |
| Fredericia      | 50.868   |
| Haderslev       | 56.045   |
| Kolding         | 92.282   |
| Sønderborg      | 74.801   |
| Tønder          | 37.928   |
| Varde           | 50.452   |
| Vejen           | 42.822   |
| Vejle           | 113.243  |